# Minamata

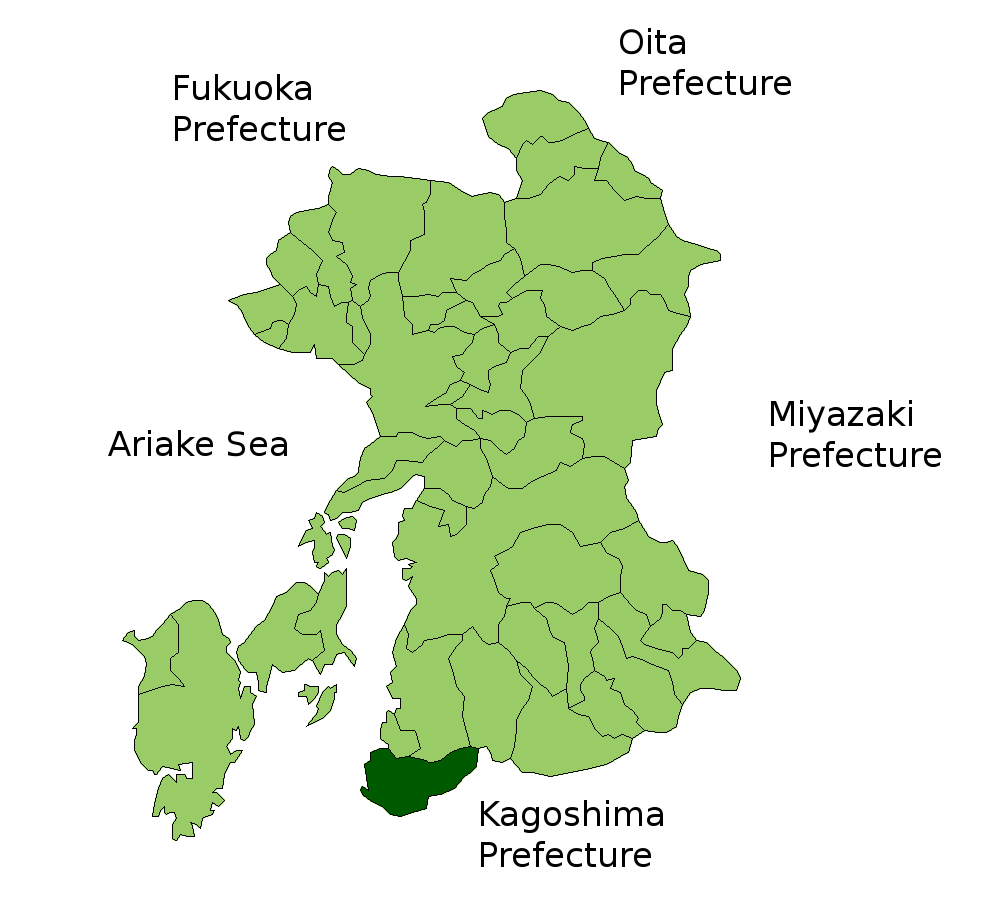

Minamata (水俣市 Minamata-shi?) este un municipiu din Japonia, prefectura Kumamoto.